# 横大路 (奈良県)
横大路（よこおおじ）とは、奈良盆地を東西に貫く古代からの道。
「横大路」と呼ばれた道は、奈良盆地南部の藤原京付近を通っていた道 と 法隆寺付近から現在の天理市櫟本付近までの道の2つがあり、通常は前者のことを指し、後者は「北の横大路」と区別される。

## 横大路（伊勢街道）

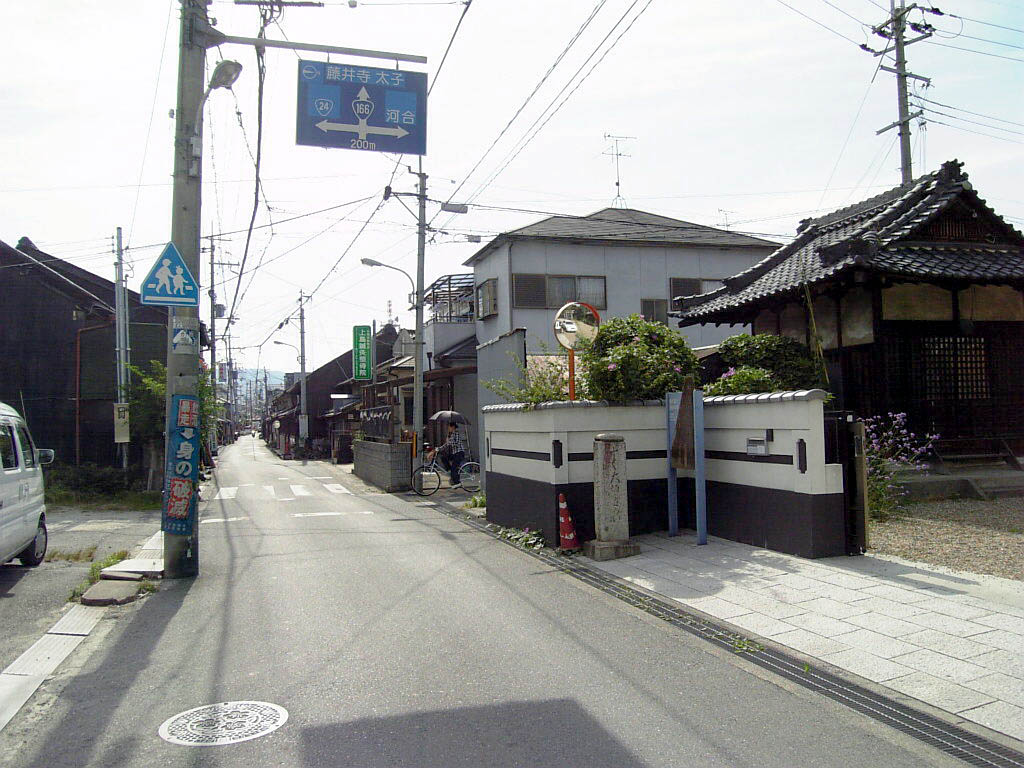
伊勢本街道・横大路 （大和高田市南本町・長谷本寺前。写真の区間は国道166号に指定、かつ西向き一方通行である。）

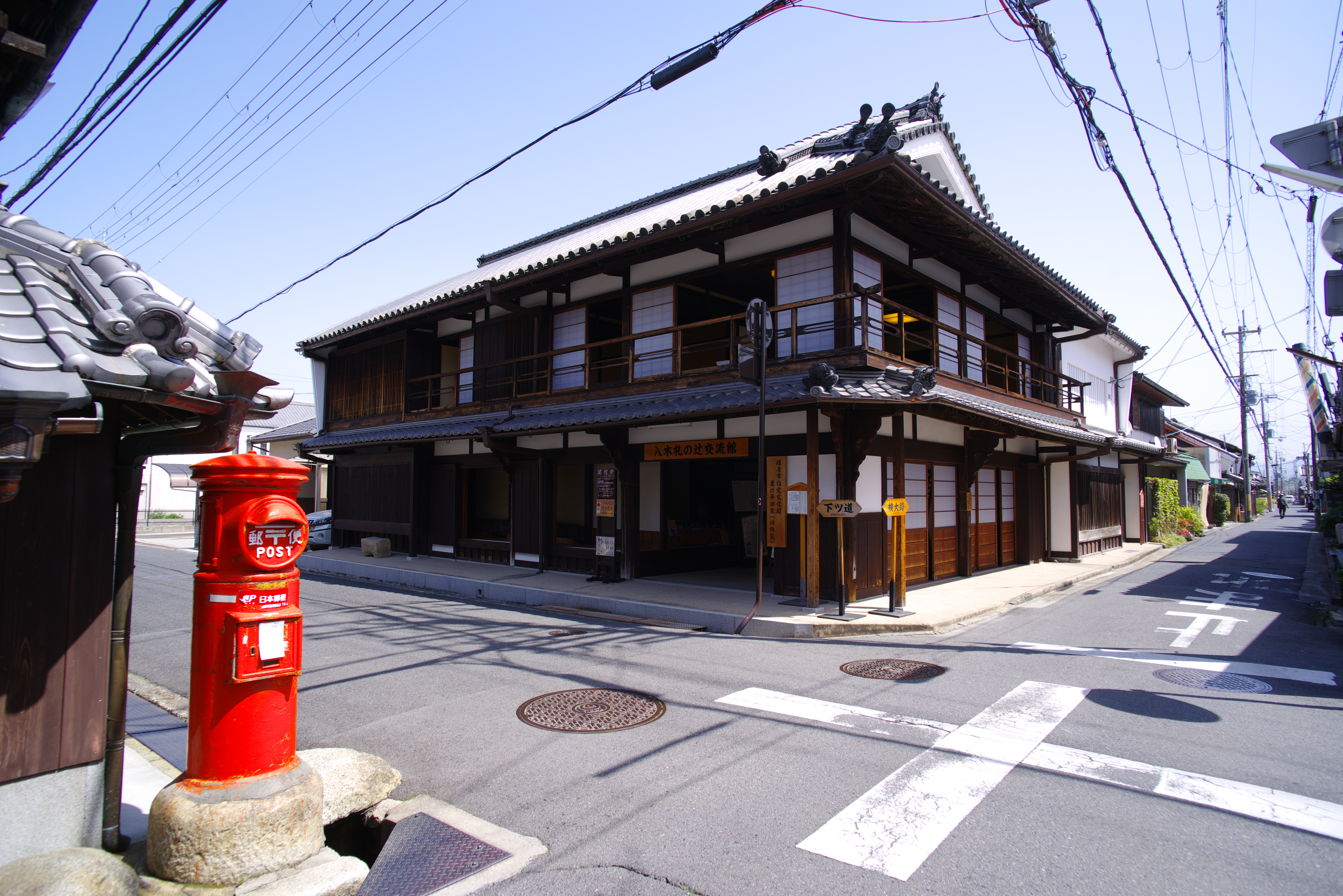
下ツ道（中街道）との交差点である八木札の辻 　写真中央の建物は旧旅籠の東の平田家（八木札の辻交流館として整備）。右側に横大路が通る。

通常「横大路」と呼ばれる道は、桜井市の三輪山の南から葛城市の二上山付近まで東西にほぼまっすぐに設置された道である。難波京と飛鳥京を結ぶ官道のひとつとして整備された。
別名として、伊勢街道（伊勢本街道）とも呼ばれる。現在の国道166号線の一部区間そのもの、および国道に平行している。東側では伊勢国への伊勢街道および初瀬街道に、西側では和泉国に至る竹内街道および長尾街道に接続する。
神武天皇が墨坂の神に赤楯矛を、大坂（都市の大坂ではなく、二上山の北の峠）の神に黒楯矛を奉ったのは、両地を結ぶ横大路が初期大和朝廷にとって重要であったことを示しているとされる。都が飛鳥、藤原京にあった時代には多くの外交使節も利用した。江戸時代には伊勢神宮へのお蔭参りの参道として賑わった。
横大路は、東から、上ツ道（上街道）、太子道（筋違道）、中ツ道、下ツ道（中街道）、下街道等と交差する。太子道以外は奈良盆地を南北に貫いている。
川も、東から大和川、寺川、米川、飛鳥川、曽我川、葛城川、高田川、葛下川等をまたぐ。横大路から北は、川の流路が整う様に見えることから、また、下ツ道と下街道の間が離れていることから、古代には、奈良盆地の真中に、湖ないしは池の様な湿地帯があったのではないかと推測されている。

## 北の横大路
北の横大路とされる道は、斑鳩町の法隆寺付近から天理市の櫟本までまっすぐ東西に通っていた道であり、現在の国道25号線の一部と奈良県道192号福住横田線の一部区間に相当する。別名として、業平道とも呼ばれる。西側で竜田越奈良街道に接続する。

## 脚註
1. ↑  横大路とおかげ参り - 歴史的資源・建造物｜奈良県大和高田市
2. ↑  案内スポット・横大路（天理市観光協会）